# Together Again (Evanescence)
Together Again (nota anche come The Narnia Song) è un singolo del gruppo musicale statunitense Evanescence, pubblicato il 22 gennaio 2010.

## Descrizione
La canzone è stata scritta da Amy Lee per le sessioni di The Open Door ed è stata ispirata dal film Le cronache di Narnia - Il leone, la strega e l'armadio: 
Together Again era stata scritta per far parte della colonna sonora del film ma è stata poi rifiutata, rimanendo negli archivi e per lungo tempo non pubblicata.

## Pubblicazione

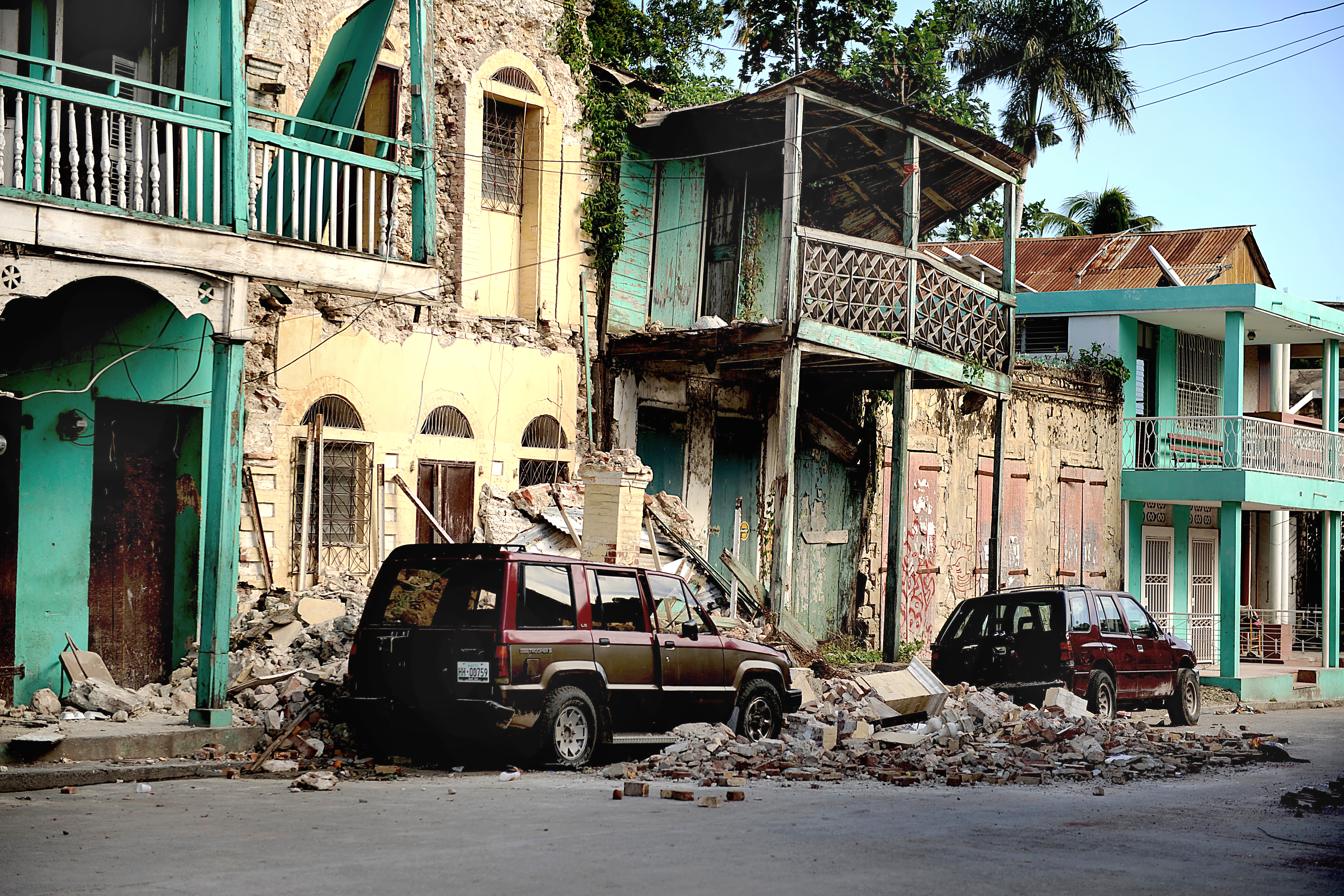
I fondi raccolti con le vendite del singolo vanno ad aiutare i terremotati di Haiti del 2010.

Il 22 gennaio 2010, Amy decide di pubblicare la canzone come singolo benefico per aiutare le vittime del terremoto che investì Haiti nel 2010. Sul sito di United Nations Foundation era ed è ancora possibile, dopo aver fatto una donazione, effettuare il download di Together Again.
Il singolo è riuscito a racimolare nella sua prima settimana più di 31000 $. Together Again è stato poi pubblicato come singolo commerciale il 23 febbraio 2010 negli store online, esclusivamente in formato digitale. Nella copertina del singolo è stato pubblicato un disegno della cantante raffigurante un cuore.

## Tracce
1. Together Again – 3:18

## Classifiche
| Classifica (2010) | Posizione massima |
| ----------------- | ----------------- |
| Canada            | 86                |
| Stati Uniti       | 103               |